# Now Deh-e Katūl
Now Deh-e Katūl (persiska: نو ده كتول) är en ort i Iran.   Den ligger i provinsen Golestan, i den norra delen av landet, 300 km öster om huvudstaden Teheran. Now Deh-e Katūl ligger 116 meter över havet och antalet invånare är 996.
Terrängen runt Now Deh-e Katūl är varierad.Runt Now Deh-e Katūl är det ganska tätbefolkat, med 134 invånare per kvadratkilometer. Närmaste större samhälle är ‘Alīābād-e Katūl, 1,9 km öster om Now Deh-e Katūl. I omgivningarna runt Now Deh-e Katūl växer i huvudsak blandskog.